# Thaumatogelis asiaticus
Thaumatogelis asiaticus är en stekelart som beskrevs av Schwarz 2001. Thaumatogelis asiaticus ingår i släktet Thaumatogelis och familjen brokparasitsteklar. Inga underarter finns listade i Catalogue of Life.